# یواس‌ان‌اس اسپایسا (تی-ای‌اف‌اس-۹)
یواس‌ان‌اس اسپایسا (تی-ای‌اف‌اس-۹) (به انگلیسی: USNS Spica (T-AFS-9)) یک کشتی بود که طول آن ۵۲۳ فوت (۱۵۹ متر) بود. این کشتی در سال ۱۹۶۷ ساخته شد.